# Danielle Harris
Danielle Andrea Harris (Plainview, Nueva York; 1 de junio de 1977) es una actriz y directora de cine estadounidense. Se la conoce como «reina del grito» por su participación en varias películas de terror, entre ellas cuatro entregas de la saga Halloween: Halloween 4: El retorno de Michael Myers en 1988, Halloween 5: La venganza de Michael Myers en 1989 (como Jamie Lloyd), Halloween en 2007 y Halloween II en 2009 (como Annie Brackett). Otros papeles suyos dentro del género incluyen a Tosh Guaneri en Urban Legend, a Belle en Stake Land y a Marybeth Dunston en Hatchet II, Hatchet III y Victor Crowley.
Aparte de su reputación como «reina del grito», Harris es conocida por su anterior carrera como actriz infantil, que posteriormente fue ampliándose hasta incluir varias películas de cine independiente al igual que éxitos de taquilla como: Marked for Death (1990), El último boy scout (1991), Free Willy (1993), Daylight (1996) y las mencionadas películas de Halloween. Se destaca también por su actuación de voz, que incluye el papel de Debbie Thornberry para la totalidad de la serie Los Thornberrys (1998–2004) y las cintas relacionadas Los Thornberrys: La película (2002) y Rugrats: Vacaciones Salvajes (2003), así como el papel de Sierra en la serie El padre de la manada (2004–2005). El debut en la dirección de Harris, la cinta de terror y comedia Among Friends, fue estrenada en 2013.

## Primeros años
Harris nació en Plainview, Nueva York y fue criada por su madre Fran, junto con su hermana Ashley. Harris es judía. Mientras vivía en Florida durante la escuela primaria, Harris ganó un concurso de belleza, ganando un viaje por diez días a Nueva York. Entonces le ofrecieron varios trabajos de modelaje, pero los rechazó porque todos quedaban lejos de su casa. Eventualmente, su madre fue transferida a Nueva York por razón de su trabajo y Harris empezó a trabajar como modelo. También comenzó a aparecer en comerciales de televisión.

## Carrera

### 1985–1989: Primeros papeles y debut enHalloween
En 1985, a los siete años de edad, Harris obtuvo el papel de Samantha «Sami» Garretson en la telenovela de ABC One Life to Live, permaneciendo en el programa durante tres años. Su personaje era considerado como una «niña milagro», habiendo sido extraída como un embrión del vientre de su madre fallecida e implantada en una amiga de la familia, con la cual se casaría su padre tiempo después. En 1987, Harris hizo una aparición en la serie Spenser, detective privado, interpretando a una niña llamada Tara.
Tras sus primeros trabajos en televisión, Harris obtuvo el papel de Jamie Lloyd para la cuarta entrega de la franquicia Halloween, siendo este su debut cinematográfico e imponiéndose a muchas otras jóvenes actrices, entre ellas Melissa Joan Hart. Harris celebraría su undécimo cumpleaños en el set. Halloween 4: El retorno de Michael Myers fue estrenada el 21 de octubre de 1988, obteniendo éxito comercial y de crítica. Recaudó más de 17 millones de dólares en todo el mundo, $6,831,250 en su primer fin de semana solamente. En cuanto a participar de un filme de este tipo a tan temprana edad, Harris declaró:

«Fue divertido para mí. Yo sabía que estábamos haciendo una película y que era una fantasía. Me preocupaba más ser una buena pequeña actriz y ser capaz de llorar y gritar realmente bien. Creo que todos hicieron un increíble esfuerzo para cerciorarse que yo supiera que nada era real. En medio de las tomas bromeábamos y todo era diversión. Nada de esto me molestó en realidad hasta que llegué a ser mayor.»

Harris regresaría el año siguiente para la secuela, titulada Halloween 5: La venganza de Michael Myers, que no tuvo tanto éxito como su predecesora. Harris volvió a personificar a Jamie Lloyd, pero esta vez era muda durante la primera mitad de Halloween 5, a raíz de los eventos de la película anterior.

### Años 1990: Actuación en cine, televisión y de voz
En 1990, Harris apareció en Marked for Death como Tracey, la sobrina del protagonista John Hatcher (Steven Seagal). Esta cinta de acción tuvo un presupuesto de 12 millones de dólares y recaudó $43 millones en su país de origen y $57 millones en todo el mundo. 1991 vio a Harris participar en varias producciones para el cine y la televisión, incluyendo los telefilmes Don't Touch My Daughter, como una niña que es secuestrada y abusada, y The Killing Mind, donde interpretó a la protagonista Isobel durante su infancia. El mismo año, Harris hizo una aparición en el programa humorístico In Living Color.
El siguiente trabajo importante de Harris fue en la comedia de 1991 Don't Tell Mom the Babysitter's Dead como Melissa Crandell, en que se relata  de cinco hermanos cuya madre viaja a Australia dos meses, mientras la anciana a cargo de sus hijos muere. Los jóvenes protagonistas deciden no decírselo a su madre e intentan vivir por su propia cuenta. El mismo año, Harris fue actriz invitada en la serie Eerie Indiana, donde su personaje recibe un trasplante de corazón y luego empieza a comportarse como el dueño anterior del corazón, y también hizo una aparición en un episodio de Growing Pains, como Susie Maxwell. Harris interpretó a Darian Hallenbeck en la película de acción de 1991 El último boy scout, junto a Bruce Willis y Damon Wayans. La cinta recaudó $7,923,669 en su primer fin de semana, y su recaudación total fue de $59,509,925. Recibió críticas tanto positivas como negativas, con su estreno cercano a Navidad como una posible razón por la que la violenta película no gozara de una taquilla demasiado elevada.
En 1992, Harris formó parte del piloto de la serie de CBS 1775, sin embargo, ésta no fue producida. Entre 1992 y 1993, Harris tuvo apariciones recurrentes como Molly Tilden en la serie Roseanne (papel que retomaría en 2021 para un episodio de The Conners, la serie secuela de Roseanne), apareciendo una vez más junto a Roseanne Barr en 1993 en el telefilme The Woman Who Loved Elvis, esta vez como su hija Priscilla. Apareció en un episodio de Jack's Place el mismo año, interpretando a una adolescente que huye de su casa. También en 1993, tuvo el papel de Gwenie en la película Free Willy, la cual tuvo una recaudación de $7,868,829 en Estados Unidos en su primer fin de semana con un total de $77,698,625 en el país y $153,698,625 en todo el mundo. En 1994, Harris apareció en la serie dramática The Commish, en el papel de Sheri Fisher por un episodio. El mismo año, Harris interpretó a Jessica, la hija del personaje principal en Roseanne: An Unauthorized Biography, un telefilme basado en su anterior coestrella, Roseanne Barr. También en 1994, Harris hizo una aparición en la serie Boy Meets World.
En 1995, Harris averiguó que los productores de Halloween: la maldición de Michael Myers buscaban una actriz mayor de 18 años para interpretar el papel de Jamie Lloyd. Teniendo sólo 17 en ese entonces, Harris recurrió a la emancipación para poder participar, pero el destino del personaje en el guion y el bajo salario ofrecido la dejaron insatisfecha. Se abstuvo de retomar su papel y fue reemplazada por J. C. Brandy,  aunque aún se la puede ver en la «versión del productor», ya que ésta incorpora el final de Halloween 5. Años después, Harris admitiría alegrarse de no regresar a la serie en ese entonces, creyendo que esto le permitió hacer su regreso más tarde para el remake de 2007 de la original Halloween.
En 1996, Harris compartió dos personajes con Katherine Heigl para el telefilme Pide un deseo: Harris interpretó a Hayley Wheaton, una chica  que cambia su cuerpo por el de su popular hermana mayor Alexia (Heigl). También en 1996, Harris participó en los filmes Shattered Image and Back to Back, y el mismo año tuvo el papel de la joven sobreviviente Ashley Crighton en Daylight, la película de catástrofe protagonizada por Sylvester Stallone. Aunque Daylight tiene una aprobación del 26% en Rotten Tomatoes y recaudó 33 millones de dólares en los Estados Unidos, reunió más de $126 millones en el extranjero, para un total de $159,212,469 en todo el mundo. En 1997, Harris apareció en dos episodios del drama médico ER, como Laura Quentin. En 1998, Harris tuvo el papel protagónico de Lulu en la película Dizzyland, en la cual interpretó a una adolescente abusada sexualmente, y también apareció en un episodio de Diagnosis: Murder. Luego, participó en el popular slasher Urban Legend, su primera película de terror desde sus inicios en Halloween. Interpretó a Tosh, una chica gótica que es asesinada mientras su compañera de cuarto Natalie (Alicia Witt) descansa al otro lado de la habitación.
A partir de 1998, Harris fue miembro del elenco principal de Los Thornberrys, una serie animada infantil de Nickelodeon, elegida para darle voz a Debbie Thornberry, la hermana de una niña que puede hablar con los animales. Eliza, la protagonista, viaja por el mundo con su familia y usa su habilidad especial para ayudar a los animales. La serie duró cinco temporadas, con un total de 92 episodios. Derivó en varias películas animadas en la década siguiente, y finalizó en 2004. Harris continuó apareciendo en cine y televisión mientras participaba en Los Thornberrys. Interpretó a una bruja adolescente llamada Aviva en un episodio de Charmed de 1998, estuvo en el filme de 1999 Goosed como la versión joven de la protagonista Jennifer Tilly, y apareció como Justine en el telefilme Hard Time: Hostage Hotel.

### Años 2000: Trabajo continuado y regreso aHalloween

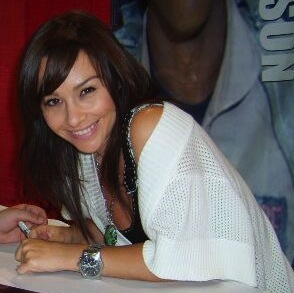
Harris en la Adventure Con de 2008

Harris tuvo un papel secundario en la película de crimen y comedia Poor White Trash de 2000, y estelarizó la comedia de 2001 Killer Bud. Entre 2000 y 2002, Harris fue parte del elenco de la serie That's Life. Su personaje, Plum Wilkinson, apareció en la mayoría de los episodios y tuvo una relación romántica con Kevin Dillon. La serie Los Thornberrys en la que participaba tuvo películas en los años 2000: el telefilme El origen de Donnie en 2001 y en el estreno en cines en 2002 de Los Thornberrys: La película, la cual recaudó $40,108,697 en los Estados Unidos. La seguiría Rugrats: Vacaciones Salvajes, que trató del encuentro de los Thornberrys con los personajes de la popular serie Rugrats. Se estrenó en 2003, alcanzando el puesto #4 de la taquilla y recaudando $39 millones de dólares en los Estados Unidos, una suma parecida a la de Los Thornberrys: La película. Harris luego aparecería en un episodio de The West Wing, tendría un papel en el telefilme de 2003 The Partners y participaría en las películas para cine Debating Robert Lee y Em & Me (ambas de 2004). Entre 2004 y 2005, Harris estuvo en el elenco principal de la comedia de situación animada El padre de la manada, apareciendo en los 14 episodios de la serie.
En enero de 2007, fue anunciado que Harris interpretaría el rol de la colegiala Annie Brackett en el remake del clásico del terror, Halloween. Esto marcó la primera participación de Harris en la franquicia  Halloween desde La venganza de Michael Myers dieciocho años antes. El remake, llamado también Halloween y dirigido por Rob Zombie, tuvo a Scout Taylor-Compton y Malcolm McDowell en papeles principales. Harris ha revelado que Zombie no quería a nadie de anteriores Halloweens en la película, pero cambio de opinión gracias a la prueba de cámara de la actriz. El filme, que tuvo un costo de producción de 15 millones de dólares, acabó por recaudar $80,253,908 en todo el mundo, siendo la entrega de la saga Halloween de segunda mayor recaudación sin tomar en cuenta el ajuste por la inflación. A diferencia de la versión original, Annie Brackett sobrevive, luego de que Michael Myers (Tyler Mane) le aplica la tortura en lugar de una muerte rápida. Annie enfrenta a su atacante con el torso al descubierto, habiéndose quitado la ropa a medias, lo cual marcó la primera escena de desnudo de Harris. Cuenta la actriz que se negó a que cubrieran su pecho mientras las cámaras no rodaban, para ayudarle a intensificar la vulnerabilidad de Annie delante del monstruo. En cuanto a enfrentar una vez más a Michael Myers y al mismo tiempo tener su primera escena de desnudo, ella también comenta:

Me fue más difícil emocionalmente con Halloween y H2 de Rob Zombie que cuando era una niña. En ese entonces, era todo muy divertido y por eso no entendí cuando hice el Halloween de Rob, por qué era tan difícil recuperarme de ello. Me decía, "¡Soy una actriz! ¿Por qué siento como que quiero llorar? ¡Es muy raro! Ya lloré suficiente cuando estaba ahí [en el set]. No sé por qué aún me siento así". Creo que se debió a que ésta fue la primera vez que él me tocó físicamente. Siendo una niña pequeña, siendo Jamie, él nunca me atrapó, jamás. Ahora como adulta, me encuentro sin ropa, haciendo escenas que jamás había hecho antes como actriz, y realmente estoy siendo atacada. Aunque ya debería conocer a ese sujeto, es una cosa extraña que sigue ocurriendo con tu psiquis, creo.

Después de eso, Harris empezó a aparecer en más producciones de cine fantástico y de terror. El mismo año, participó en otra película con temática de Halloween, Left for Dead. Para Fearnet, fue la presentadora de Route 666: America's Scariest Home Haunts. 2009 la vería protagonizar Blood Night: The Legend of Mary Hatchet, interpretar a Felicia Freeze en la comedia de superhéroes Super Capers y actuar junto a Robert Patrick en The Black Waters of Echo's Pond. Fear Clinic, una serie web con Harris, Robert Englund y Kane Hodder, hizo su debut la semana de Halloween de 2009. También en 2009, Harris regresó al papel de Annie Brackett para la secuela Halloween II. Halloween II fue estrenada oficialmente el 28 de agosto de 2009 en América del Norte y encontró una recepción negativa por la mayoría de los críticos. Fue reestrenada en el país el 30 de octubre para coincidir con el fin de semana de Halloween. El estreno original del filme recaudó menos que el del remake de 2007, con aproximadamente 7 millones de dólares. Acabaría ganando $33,392,973 en América del Norte y $5,925,616 en el extranjero, dando a Halloween II un total de $39,318,589.

### 2010-presente: Numerosas películas de terror y debut como directora
Harris continuaría desarrollando su identidad de «reina del grito», con créditos crecientes en el género del terror. Participó en el filme ilustrado Godkiller junto a Lance Henriksen, Bill Moseley, Davey Havok y Nicki Clyne. A partir de 2010, con Hatchet II, Harris tomaría el papel principal de Marybeth en la saga Hatchet, luego de que Tamara Feldman declinara retomar el personaje. Más créditos en el género incluyen la segunda película de Jim Mickle, la épica cinta posapocalíptica de vampiros Stake Land, Cyrus: Mind of a Serial Killer, ChromeSkull, Havenhurst y The Victim de Michael Biehn, con roles protagónicos en Shiver, See No Evil 2, Inoperable, Camp Cold Brook y otras. Igualmente, brindó la voz y la base para una Barbara animada en Night of the Living Dead: Origins 3D, versión del director Zebediah de Soto basada en la original de 1968. Su trabajo en diferentes películas incluye dramas como The Trouble with the Truth y Once Upon a Time in Hollywood de Quentin Tarantino. El debut en la dirección de Harris es la comedia de terror Among Friends, en la cual también hace una aparición. La película, distribuida por Lionsgate, se estrenaría el 27 de agosto de 2013.
Durante la década de 2010, Harris ha hecho aparición en las series de televisión Psych (como sospechosa de un asesinato), Bones (como víctima de un asesinato), como ella misma en Holliston y Naked Vegas, y volvió a hacer la voz de Debbie Thornberry para una atrevida parodia de Robot Chicken de Los Thornberrys.

## Imagen pública
Se han referido a Harris como «la reina del grito que gobierna en el terror» en el New York Daily News y varias otras publicaciones. La directora de cine Sylvia Soska la llamó «la Natalie Portman del terror». Harris ha aparecido en la portada de publicaciones como: Girls and Corpses, Gorezone magazine, Invasion magazine o Scream Sirens así como en el fotolibro The Bloody Best Project, que presenta una colección de fotografías artísticas con las celebridades de la industria del cine de terror. Harris también hizo aparición en el primer video musical de Five Finger Death Punch, «The Bleeding», en 2007. En 2011, Harris ganó el premio a la mejor actriz del Shockfest Film Festival por su papel protagónico en el cortometraje Nice Guys Finish Last. El Festival Internacional de Cine de Burbank de 2012 le dio a Harris el premio a la mejor actriz por su interpretación de la heroína literaria Wendy Alden en Shiver.

## Vida privada
En 2013, Harris se comprometió en matrimonio con David Gross, contrayendo nupcias en una ceremonia privada en Holualoa, Hawái el 4 de enero de 2014. Su primer hijo nació en 2017, y un segundo le siguió a fines de 2018.

### Incidente de acoso
Harris fue acosada en 1995 por un fan obsesionado, Christopher Small, quien le escribía cartas amenazando con matarla. Small fue arrestado luego de llegar con un oso de peluche y una escopeta al hogar de Harris. El 29 de enero de 2007, Harris apareció en un episodio de El show del Dr. Phil para compartir sus experiencias con otras personas afectadas de igual forma. Su acosador estaba obsesionado con su personaje de Molly Tilden de la serie de televisión Roseanne. En octubre de 2009, se le otorgó a Harris una orden de restricción contra Small, quien le enviaba mensajes por Twitter.

## Filmografía

### Cine
| Año  | Título                                    | Personaje                        | Observaciones                             |
| ---- | ----------------------------------------- | -------------------------------- | ----------------------------------------- |
| 1988 | Halloween 4: El retorno de Michael Myers  | Jamie Lloyd                      |                                           |
| 1989 | Halloween 5: La venganza de Michael Myers | Jamie Lloyd                      |                                           |
| 1990 | Marked for Death                          | Tracey                           |                                           |
| 1991 | City Slickers                             | Estudiante en el salón de clases |                                           |
| 1991 | Don't Tell Mom the Babysitter's Dead      | Melissa Crandell                 |                                           |
| 1991 | El último boy scout                       | Darian Hallenbeck                |                                           |
| 1993 | Free Willy                                | Gwenie                           |                                           |
| 1996 | Shattered Image                           | Susan                            |                                           |
| 1996 | Back to Back                              | Chelsea Malone                   |                                           |
| 1996 | Daylight                                  | Ashley Crighton                  |                                           |
| 1998 | Dizzyland                                 | Lulu                             |                                           |
| 1998 | Urban Legend                              | Tosh Guaneri                     |                                           |
| 1999 | Goosed                                    | Charlene Silver de joven         |                                           |
| 2000 | Poor White Trash                          | Suzi                             |                                           |
| 2001 | Killer Bud                                | Barbie                           |                                           |
| 2002 | Los Thornberrys: La película              | Debbie Thornberry (voz)          |                                           |
| 2003 | Rugrats: Vacaciones Salvajes              | Debbie Thornberry (voz)          |                                           |
| 2004 | Debating Robert Lee                       | Liz Bronner                      |                                           |
| 2004 | Em & Me                                   | Emily                            |                                           |
| 2004 | Life After                                | Lauren                           | Cortometraje                              |
| 2005 | Race You to the Bottom                    | Carla                            |                                           |
| 2007 | Halloween                                 | Annie Brackett                   |                                           |
| 2007 | Left for Dead                             | Nancy                            |                                           |
| 2008 | Burying the Ex                            | Olivia                           | Cortometraje original                     |
| 2008 | Madison                                   | Sarah                            | Cortometraje; directora                   |
| 2009 | Super Capers                              | Felicia Freeze                   |                                           |
| 2009 | Halloween II                              | Annie Brackett                   |                                           |
| 2009 | Blood Night: The Legend of Mary Hatchet   | Alissa Giordano                  |                                           |
| 2009 | The Black Waters of Echo's Pond           | Kathy                            |                                           |
| 2010 | Godkiller                                 | Halfpipe (voz)                   |                                           |
| 2010 | Cyrus: Mind of a Serial Killer            | Maria Sanchez                    |                                           |
| 2010 | Hatchet II                                | Marybeth Dunston                 |                                           |
| 2010 | Stake Land                                | Belle                            |                                           |
| 2010 | The Day I Told My Boyfriend               | Belle                            | Cortometraje complementario de Stake Land |
| 2010 | Underground Entertainment: The Movie      | Ella misma                       |                                           |
| 2011 | Nice Guys Finish Last                     | Kori                             | Cortometraje                              |
| 2011 | The Victim                                | Mary                             |                                           |
| 2011 | ChromeSkull: Laid to Rest 2               | Spann                            |                                           |
| 2011 | The Trouble with the Truth                | Jenny                            |                                           |
| 2012 | Fade Into You                             | Mujer                            | Cortometraje                              |
| 2012 | Shiver                                    | Wendy Alden                      |                                           |
| 2012 | Among Friends                             | Jamie Lloyd                      | Cameo; directora                          |
| 2012 | Fatal Call                                | Amy Hannison                     |                                           |
| 2013 | Hatchet III                               | Marybeth Dunston                 |                                           |
| 2013 | Hallows' Eve                              | Nicole Bates                     |                                           |
| 2014 | Camp Dread                                | Sheriff Donlyn Eldridge          |                                           |
| 2014 | Ghost of Goodnight Lane                   | Chloe                            |                                           |
| 2014 | Scream Queens: Horror Heroines Exposed    | Ella misma                       | Documental                                |
| 2014 | See No Evil 2                             | Amy                              |                                           |
| 2015 | Night of the Living Dead: Origins 3D      | Barbara (voz)                    |                                           |
| 2016 | Postpartum                                | Regan                            | Cortometraje                              |
| 2017 | Havenhurst                                | Danielle Hampton                 |                                           |
| 2017 | Victor Crowley                            | Marybeth Dunston                 |                                           |
| 2017 | Inoperable                                | Amy Barrett                      |                                           |
| 2018 | To Hell and Back: The Kane Hodder Story   | Ella misma                       | Documental                                |
| 2018 | Camp Cold Brook                           | Angela                           |                                           |
| 2018 | Requiem                                   | Naomi                            |                                           |
| 2019 | Once Upon a Time in Hollywood             | Angel                            |                                           |
| 2019 | Between the Darkness                      | Ranger Stella Woodhouse          |                                           |
| 2020 | Stay Home                                 | Ella misma                       | Cortometraje                              |
| 2020 | Redwood Massacre - Annihilation           | Laura Dempsey                    |                                           |
| 2021 | The Host App                              | Sasha                            |                                           |
| 2022 | Dr. Gift                                  | Kat                              |                                           |
| 2022 | Anne, with Love                           | Charlotte                        |                                           |

### Televisión
| Año       | Título                                    | Personaje                     | Observaciones                                           |
| --------- | ----------------------------------------- | ----------------------------- | ------------------------------------------------------- |
| 1985–1987 | One Life to Live                          | Samantha «Sammi» Garretson    | Su primera interpretación                               |
| 1987      | Spenser, detective privado                | Tara                          | Episodio: «Thanksgiving»                                |
| 1991      | In Living Color                           | Adicta recuperada             | Episodio: «The Jackson Bunch»                           |
| 1991      | Eerie Indiana                             | Melanie Monroe                | Episodio: «Heart on a Chain»                            |
| 1991      | Growing Pains                             | Susie Maxwell                 | Episodio: «The Big Fix»                                 |
| 1991      | Don't Touch My Daughter                   | Dana Hemmings                 | Telefilme                                               |
| 1991      | The Killing Mind                          | Isobel Neiman (joven)         | Telefilme                                               |
| 1992      | 1775                                      | Abby Proctor                  | Episodio piloto                                         |
| 1992–1993 | Roseanne                                  | Molly Tilden                  | 7 episodios                                             |
| 1993      | Jack's Place                              | Jennifer                      | Episodio: «True Love Ways»                              |
| 1993      | The Woman Who Loved Elvis                 | Priscilla «Cilla» Jackson     | Telefilme                                               |
| 1994      | The Commish                               | Sheri Fisher                  | Episodio: «Romeo and Juliet»                            |
| 1994      | Boy Meets World                           | Theresa «T.K.» Keiner         | Episodio: «Sister Theresa»                              |
| 1994      | Roseanne: An Unauthorized Biography       | Jessica Pentland              | Telefilme                                               |
| 1996      | Pide un deseo                             | Hayley Wheaton/Alexia Wheaton | Telefilme                                               |
| 1997      | High Incident                             | Tiffany                       | Episodio: «Camino High»                                 |
| 1997      | ER                                        | Laura Quentin                 | Episodios: «Something New», «Friendly Fire»             |
| 1997-1998 | Brooklyn South                            | Willow Mortner                | Episodios: «Clown Without Pity», «Tears on My Willow»   |
| 1998      | Diagnosis: Murder                         | Noelle Andrew                 | Episodio: «An Education in Murder»                      |
| 1998      | Charmed                                   | Aviva                         | Episodio: «The Fourth Sister»                           |
| 1998–2004 | Los Thornberrys                           | Debbie Thornberry (voz)       | 92 episodios                                            |
| 1999      | Hostage Hotel                             | Justine Sinclair              | Telefilme                                               |
| 2000–2002 | That's Life                               | Plum Wilkinson                | 28 episodios                                            |
| 2001      | Los Thornberrys: El origen de Donnie      | Debbie Thornberry (voz)       | Telefilme                                               |
| 2002      | The West Wing                             | Kiki                          | Episodio: «20 Hours in America»                         |
| 2003      | The Partners                              | Leila                         | Telefilme                                               |
| 2004–2005 | El padre de la manada                     | Sierra (voz)                  | 14 episodios                                            |
| 2005      | Cold Case                                 | Gina Carroll                  | Episodio: «Yo, Adrian»                                  |
| 2007      | Route 666: America's Scariest Home Haunts | Ella misma                    | 31 episodios (serie web)                                |
| 2009      | Fear Clinic                               | Susan                         | 5 episodios (serie web)                                 |
| 2010      | Psych                                     | Tonya                         | Episodio: «Feet, Don't Kill Me Now»                     |
| 2011      | Paranormal Challenge                      | Ella misma                    | Episodio: «USS Hornet»                                  |
| 2012      | Nuclear Family                            | Zoe                           | 20 episodios (serie web)                                |
| 2012–2013 | Holliston                                 | Ella misma                    | Episodios: «Weekend of Horrors», «Halloween Girl»       |
| 2013      | Bones                                     | Rebecca «Becca» Pearce        | Episodio: «The Maiden in the Mushrooms»                 |
| 2013      | Naked Vegas                               | Ella misma                    | Episodio: «Paint the Town, Red»                         |
| 2013      | Halloween Wars                            | Ella misma                    | Episodio: «Zombie Prom»                                 |
| 2013      | Twisted Tales                             | Susan                         | Episodio: «To Hell with You»                            |
| 2013      | Hollywood Death Trip                      | Ella misma                    | Especial de televisión                                  |
| 2015      | Robot Chicken                             | Debbie Thornberry (voz)       | Episodio: «Zeb and Kevin Erotic Hot Tub Canvas»         |
| 2019      | The Boulet Brothers' Dragula              | Ella misma                    | Episodio: «Halloween Haunt»                             |
| 2021      | The Conners                               | Molly Tilden                  | Episodio: «An Old Dog, New Tricks and a Ticket to Ride» |

### Videojuegos
| Año  | Título                                  | Personaje               | Observaciones                  |
| ---- | --------------------------------------- | ----------------------- | ------------------------------ |
| 2000 | The Wild Thornberrys: Animal Adventures | Debbie Thornberry (voz) |                                |
| 2000 | The Wild Thornberrys: Rambler           | Debbie Thornberry (voz) | Versión para Windows solamente |
| 2003 | Rugrats Go Wild                         | Debbie Thornberry (voz) | Versión para Windows solamente |

### Videos musicales
| Año  | Artista                 | Título         | Papel         |
| ---- | ----------------------- | -------------- | ------------- |
| 2007 | Five Finger Death Punch | «The Bleeding» | Novia de Ivan |